# Saint-André-Lachamp
Saint-André-Lachamp – miejscowość i gmina we Francji, w regionie Owernia-Rodan-Alpy, w departamencie Ardèche.
Według danych na rok 1990 gminę zamieszkiwało 157 osób, a gęstość zaludnienia wynosiła 9 osób/km² (wśród 2880 gmin regionu Rodan-Alpy Saint-André-Lachamp plasuje się na 1465. miejscu pod względem liczby ludności, natomiast pod względem powierzchni na miejscu 628.).